# قلعه مدرسه (لردگان)
قلعه مدرسه، مرکز دهستان بارز از توابع شهرستان لردگان در استان چهارمحال و بختیاری است.

## جمعیت
این روستا در دهستان بارز قرار دارد و براساس سرشماری مرکز آمار ایران در سال ۱۳۸۵، جمعیت آن ۶۷۷ نفر (۱۲۶خانوار) بوده‌است.